# Танос (киновселенная Marvel)
Та́нос (англ. Thanos) — персонаж из медиафраншизы «Кинематографическая вселенная Marvel» (КВМ), основанный на одноимённом суперзлодее комиксов Marvel, широко известный по прозвищу Безу́мный тита́н (англ. The Mad Titan).
Будучи девиантом, рождённым на планете Титан, Танос, при угрожающей катастрофе уничтожения планеты от перенаселения, предлагает жителям Титана выход, заключающийся в геноциде половины населения планеты. Таноса изгоняют с Титана, однако цивилизация всё равно погибает, что делает Таноса одержимым своей идеей о «геноциде ради спасения». Став межгалактическим военачальником, Танос истребляет половину населения на каждой планете, пока не узнаёт о Камнях Бесконечности, способных уничтожить половину жизни во Вселенной щелчком пальцев. Найдя в определённый промежуток времени Камень Разума, Танос вставляет его в скипетр и заключает с асгардским богом Обмана Локи сделку: Танос предоставит Локи армию для порабощения Земли, в обмен на это Локи отдаст ему Тессеракт. Локи терпит поражение, и Танос заключает сделку с Ронаном Обвинителем, чтобы тот предоставил Таносу Сферу, содержащую Камень Силы, и в обмен на Танос уничтожит Ксандар. Однако Ронан также терпит поражение, и будучи недовольным поражениями своих партнёров и предательствами со стороны своих приёмных детей, Танос решает собрать все сам. В 2018 году, Танос уничтожает Ксандар и завладевает Камнем Силы. Затем нападает на корабль Тора «Властитель» и завладевает Камнем Пространства, убив при этом Локи. Затем Танос уничтожает Забвение и завладевает Камнем Реальности, захватив при этом свою приёмную дочь Гамору. Танос выпытывает из Гаморы местоположение Камня Души, и, на планете Вормир, жертвует ею ради Камня. Вернувшись на разрушенный Титан, Танос сталкивается с командами «Мстители» и «Стражи Галактики». В результате сражения, Доктор Стрэндж отдаёт Таносу Камень Времени в обмен на жизнь Тони Старка. После этого, Танос отправляется в Ваканду, завладевает камнем Разума, убивая Вижна и производит щелчок, уничтожая половину жизни во Вселенной. Танос отправляется на планету 0259-S (Сад) и уничтожает Камни. Мстители его выслеживают, и увидев, что ситуация неисправима, Тор обезглавливает Таноса.
Роль Таноса в КВМ исполнил американский актёр Джош Бролин. Впервые Танос появляется в фильме «Мстители» в качестве камео, и в дальнейшем становится центральной фигурой в «Саге Бесконечности», появившись в пяти фильмах по состоянию на 2023 год.
Альтернативные версии Таноса из Мультивселенной появляются в фильме «Мстители: Финал» (2019) и в мультсериале «Что, если…?» (2021), в котором их озвучивает Джош Бролин.
Персонаж получил признание как критиков, так и фанатов, и был описан как лучший злодей КВМ на сегодняшний день и один из величайших кинозлодеев всех времён.

## Создание и разработка
Джим Старлин задумал Таноса во время курса психологии в колледже. Танос впервые был представлен как злодей в издании 1973 года «The Invincible Iron Man». Старлин изначально задумал персонажа как тощего и долговязого, но редактор Рой Томас предложил ему «подкачать его». Танос — мутантный представитель расы сверхлюдей, известных как Вечные Титана. Персонаж обладает способностями, общими для Вечных, и способен демонстрировать огромную сверхчеловеческую силу, скорость, выносливость и неуязвимость среди других качеств.

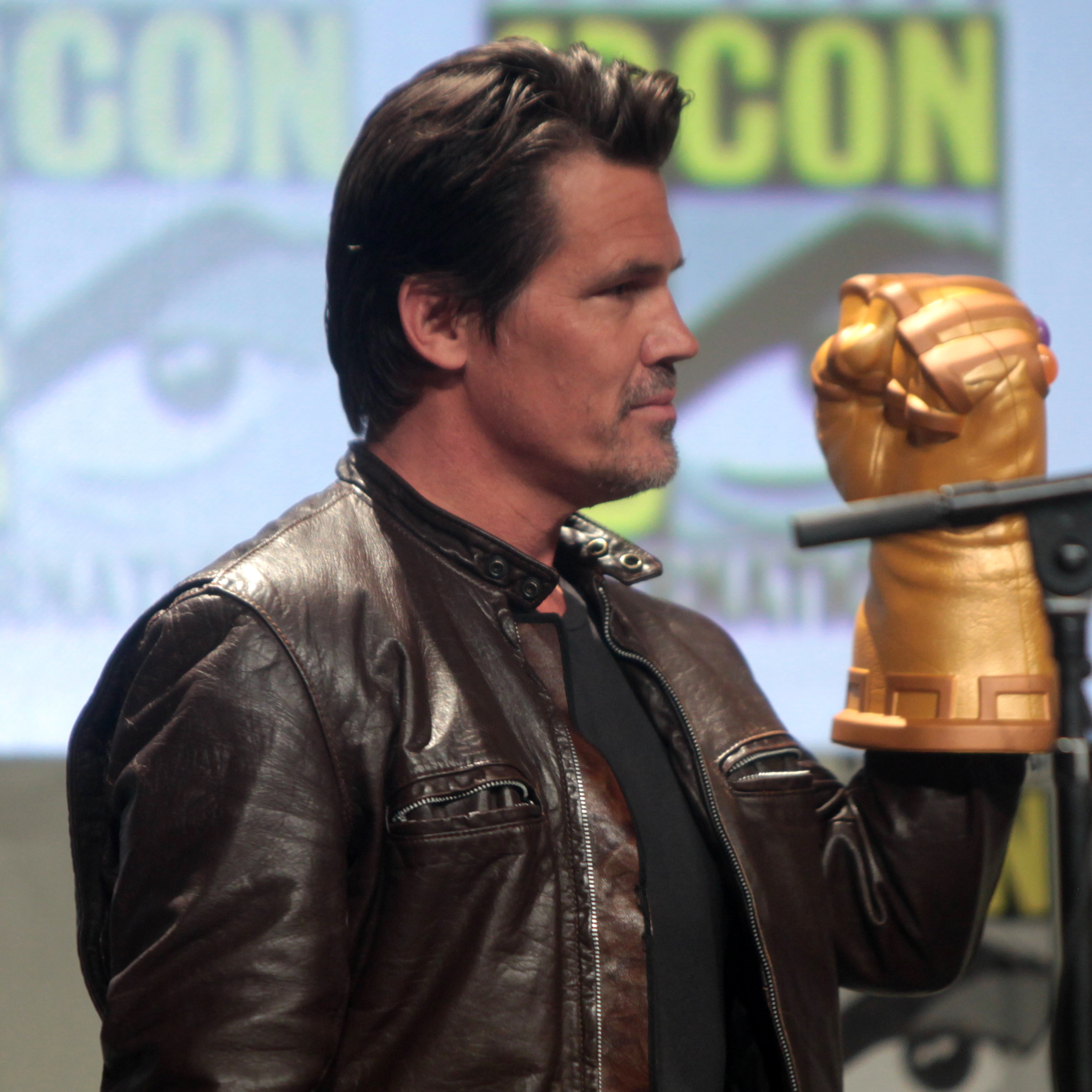
Джош Бролин, владеющий моделью Перчатки бесконечности на «San Diego Comic-Con» 2014

КВМ начал продвигаться к Таносу в первом фильме «Мстители», в котором Дэмион Пуатье изобразил персонажа в небольшой роли, хотя он не был указан в титрах. В мае 2014 года Джош Бролин подписал контракт на несколько фильмов, чтобы изобразить антагониста, дебютировав в «Стражах Галактики» (2014). Изначально Танос должен был играть большую роль в «Стражах», но Джосс Уидон чувствовал, что персонаж нуждается в более осторожном подходе. Сценаристы Кристофер Маркус и Стивен Макфили отметили, что длительное присутствие Таноса во франшизе помогло легитимизировать его как угрозу до «Войны бесконечности». Несмотря на это, истории и мотивациям Таноса было посвящено мало истории. Маркус заявил: «Мы не получаем элемента неожиданности [с его вступлением в „Войне бесконечности“]... Вы можете рассчитывать на множество сцен, где мы очень рано расскажём о нём многое», при этом Макфили добавил: «Мы обязаны рассказать его реальную историю, реальные ставки, реальную личность и реальную точку зрения».
«Мстители: Война бесконечности» (2018) прошёл через множество сюжетных итераций, и в ходе разработки присутствие Таноса в фильме росло. Супервайзер визуальных эффектов Дэн Делеу отметил, что «Танос прошёл путь от злодея второго плана до одного из главных героев, ведущих сюжет». В одном драфтов сценария фильм рассказывался непосредственно с точки зрения Таноса, а он выступал в качестве рассказчика. Несмотря на то, что он возглавлял актёрский состав в экранном времени «Войны бесконечности» и многие считали его главным героем фильма, Танос сыграл второстепенную роль в фильме «Мстители: Финал» (2019). Макфили объяснил: «Мы должны были дать себе разрешение отодвинуть злодея на задний план […] Вы катаетесь в утрате и ограблении во времени, и вы думаете, что это своего рода Мстители против природы». Джо Руссо заявил, что после того, как Танос добился успеха в «Мстителях: Война бесконечности», он теперь «закончил. Он сделал это. Он ушёл на пенсию». Маркусу и Макфили было трудно включить в фильм более взрослого Таноса из пост-«Войны бесконечности» из-за того, что персонаж уже обладал Камнями Бесконечности, пока исполнительный продюсер Трин Тран не предложила им убить Таноса в первом акте фильма. Маркус объяснил, что ранняя смерть персонажа «укрепила планы Таноса. Он закончил… Это было похоже на „Если я должен умереть, я могу умереть сейчас“».
Важным аспектом сюжетной линии комиксов Таноса являются его попытки добиться расположения женского воплощения Смерти. Этот сюжет был опущен из фильмов, так как создатели фильма вместо этого решили поставить персонажа в пару с Гаморой и сосредоточиться на их отношениях отца и дочери. Макфили объяснил этот выбор, отметив, что «у [Таноса и Гаморы] было много истории, которую мы хотели изучить», что добавило бы Таносу много слоёв и позволило бы ему не стать «большим плохим парнем с крутящимися усами, который хочет абсолютной власти, чтобы просто захватить мир и сесть на трон». Избегание сюжетной линии Смерти отошло от поддразнивания, которое Уидон использовал в «Мстителях» с персонажем, где Танос чувствовал, что, угрожая Мстителям, он дразнил смерть. Хотя поддразнивание было намеренно двусмысленным, Уидон чувствовал, что, когда он показал Таноса, он не знал, что с ним делать, и «вроде как повесил [Таноса] сушиться». Уидон добавил, что «Я люблю Таноса. Мне нравится его апокалиптическое видение, его любовная связь со смертью. Я люблю его силу. Но я на самом деле этого не понимаю». Уидону понравился подход, который сценаристы и братья Руссо приняли в «Войне бесконечности», дав Таносу «реальную точку зрения и [заставив] его чувствовать себя праведным перед самим собой», поскольку сюжетная линия со Смертью была «не концепцией, которая обязательно будет переведена».
В фильме «Мстители: Финал» Танос показан как опытный физический боец, владеющий обоюдоострым мечом в бою.

### Дизайн и специальные эффекты
«Digital Domain» работала над созданием Таноса для «Войны бесконечности» и «Финала», создав более 400 снимков визуальных эффектов. Компания создала новое приложение для захвата лица под названием Masquerade, основанное на концепции машинного обучения с помощью компьютерных алгоритмов, специально для фильма, начав работу над системой за 3-4 месяца до начала съёмок, чтобы разработать и протестировать её. Они представили свои результаты Бролину, Руссо и руководителям Marvel перед съёмками, чтобы продемонстрировать тонкости, которые Бролин сможет привнести в персонажа, что помогло сообщить Бролину, как изобразить персонажа. Перед началом съёмок выражения лица Бролина были запечатлены с помощью системы ILM Medusa, которая вместе с его данными захвата движения со съёмочной площадки была передана в Masquerade, чтобы «создать версию с более высоким разрешением того, что Бролин делал на съёмочной площадке», чтобы аниматоры могли применить это к CGI-персонажу. Келли Порт, супервайзер визуальных эффектов в «Digital Domain», отметила, что дизайн Таноса учитывал версии, которые появлялись в предыдущих фильмах, но был больше приспособлен к особенностям Бролина, что также помогло сопоставить его выступление с цифровым персонажем.

### Изображение
Бролин заявил, что он основал своё изображение Таноса, вдохновившись выступлением Марлона Брандо в роли полковника Курца в фильме «Апокалипсис сегодня» (1979), сказав в интервью в октябре 2020 года: «Я упомянул Брандо в „Апокалипсисе сегодня“. Этот парень [Курц], который очень неуловим и безумен, но то, что он говорит, имеет смысл и поэтично». Он также добавил: «Я начал видеть параллель, которая мне понравилась. Мне нравилось иметь возможность прибегнуть к такому фильму, как „Апокалипсис сегодня“, когда я делал что-то вроде „Мстителей“».

## Биография персонажа

### Ранняя жизнь
Танос родился примерно 1000 лет назад на планете-спутнике Титан в семье А’Ларса. В какой-то момент Танос понимает, что рост населения Титана неизбежно приведёт к его уничтожению из-за нехватки ресурсов, и поэтому он предлагает жителям Титана беспристрастно уничтожить половину населения планеты, чтобы другая выжила. Однако его народ отвергает его решение как чистое безумие и изгоняет его с планеты. Со временем Танос становится свидетелем гибели своего народа, и становится единственным выжившим представителем народа Титана.

### Уравновешивание вселенной
Став свидетелем судьбы Титана, Танос приходит к выводу, что другие планеты в конечном итоге постигнет та же участь, начинает верить, что ему суждено уничтожить половину населения Вселенной, чтобы выжившие могли процветать. Он принимает командование военным кораблём «Святилище II» и отправляется в завоевательную кампанию. Танос берёт под свой контроль различные армии пришельцев, включая Читаури, Крии и Аутрайдеров. Он также заключает союзы с «Другим» и Ронаном Обвинителем. Танос также принимает детей-сирот с планет, на которые он вторгался, включая Эбенового Зоба, Корвуса Глэйва, Кулла Обсидиана, Проксиму Полночную, Гамору и Небулу. Танос уделяет особое внимание Гаморе, которую считает своей любимицей. В конце концов Танос узнаёт о шести Камнях Бесконечности, способных уничтожить половину жизни во Вселенной щелчком пальцев. До 2012 года он находит Камень Разума и помещает его в скипетр.
В 2012 году Танос направляет «Другого» на встречу с асгардским богом Обмана Локи, предоставляя ему скипетр с Камнем Разума, и отправляет его на Землю, чтобы он захватил для него Камень Пространства, хранящийся в Тессеракте, в обмен на армию Читаури, чтобы порабощить планету. Однако Локи терпит неудачу в противостоянии с командой «Мстители» и теряет Камень Разума и Тессеракт. «Другой» сообщает Таносу о неудачной атаке на Землю.
В 2014 году Танос находит Камень Силы и посылает Ронана, Гамору и Небулу за ним. Однако все трое в конечном итоге предают его: Гамора присоединяется к Стражам Галактики, Ронан решает оставить Камень Силы для себя и отказывается от своего союза с Таносом, а Небула встаёт на сторону Ронана, после того, как он клянётся убить Таноса после уничтожения Ксандара. Стражи Галактики побеждают Ронана и оставляют Камень Силы на хранение Корпусу Нова. Танос, разгневанный неудачами своих союзников, решает сам заняться поисками Камней.
В 2015 году Танос отправляется в Нидавеллир и под угрозой смерти заставляет местного Гнома Эйтри выковать Перчатку Бесконечности, чтобы удержать силу всех шести Камней. После получения Перчатки, Танос убивает всех Гномов, кроме Эйтри, лишив при этом его рук.

### Осуществление замысла
В 2018 году Танос, в сопровождении «Чёрного ордена», уничтожает Ксандар и заполучает Камень Силы. Вскоре после этого они перехватывают корабль «Властитель», перевозящий беженцев из Асгарда после разрушения их мира, убивают половину асгардцев и обездвиживают Тора. Танос пытается выменять Тессеракт у Локи в обмен на жизнь Тора, однако на Таноса нападает Халк, которого впоследствии Танос побеждает. Хеймдалл спасает Халка, однако Танос убивает Хеймдалла и разбивает Тессеракт, получая Камень Пространства. Поместив Камень в Перчатку Бесконечности, Танос приказывает своим детям заполучить Камни Времени и Разума на Земле. Внезапно Локи притворяется, что присягает на верность Таносу, но в последний момент пытается его убить своим кинжалом. Танос перехватывает атаку Камнем Пространства, сворачивает Локи шею и взрывает «Властитель».
Затем Танос отправляется в Забвение и захватывает Камень Реальности у Коллекционера, уничтожая при этом Забвение. С помощью Камня, Танос изменяет реальность, предполагая, что прибывшие Стражи Галактики попытаются его убить. Питер Квилл, Дракс Разрушитель, Мантис и Гамора прибывают на Забвение, чтобы попытаться остановить его. Гамора нападает на Таноса и убивает. Однако Танос снимает иллюзию, захватывает Гамору и телепортируется вместе с ней на свой корабль. Зная, что она узнала местонахождение Камня Души, Танос, через пытки Небулы вынуждает её раскрыть его ему в обмен на пощаду Небулы. Танос и Гамора отправляются на Вормир, где хранитель Камня — Красный Череп сообщает им, что Камень Души требует жертвы любимого человека, и Танос, со слезами сбрасывает Гамору со скалы, принеся тем самым жертву, необходимую для получения Камня.
Танос прибывает на Титан, ожидая встречи с Зобом, и попадает в засаду Стивена Стрэнджа, Тони Старка, Питера Паркера, Квилла, Дракса и Мантис (Стражи Галактики узнали о Титане от освободившейся Небулы). Танос вступает с ними в конфронтацию, а также вступает в неё с прибывшей Небулой. Таноса ненадолго обездвиживают, при этом Паркер и Старк пытаются снять Перчатку Бесконечности. Небула догадывается, что он убил Гамору ради Камня Души, и сообщает об этом Квиллу. Квилл, в приступе ярости нападает на Таноса, при этом сбив Мантис, стабилизирующую удержание Таноса вне сознания. Танос вырывается из их хватки и одолевает их. Серьёзно ранив Старка, он готовится уничтожить его, однако его останавливает Стрэндж, который отдаёт Камень Времени в обмен на сохранение жизни Старка.
Телепортировавшись в Ваканду, за Камнем Разума, Танос сталкивается с сопротивлением Бэннера, Баки Барнса, Сэма Уилсона, Джеймса Роудса, Т’Чаллы, Наташи Романофф, Грута и Стива Роджерса, но побеждает их. Ванде Максимофф удаётся задержать его на несколько мгновений и уничтожить Вижна, уничтожая при этом Камень Разума. Однако Танос использует ранее приобретённый Камень Времени, воскрешает Вижна, и вырывает Камень Разума из его головы, убивая его во второй раз. Танос помещает последний Камень в свою Перчатку, готовясь совершить «Щелчок», однако Тор, неожиданно для Таноса, пронзает его Громсекирой. Будучи тяжело раненым, Танос подвергается насмешкам мстительного Тора, однако он всё-же щёлкает пальцами, успешно уничтожая половину всей жизни во Вселенной, и телепортируется в Сад, где вылечивает рану от Тора, любуясь «восходом благодарной Вселенной».

### Гибель от рук Мстителей
Через двадцать три дня после «Щелчка», на Таноса, отдыхающего у себя в Саду (на планете 0259-S), нападают оставшиеся «Мстители», вместе с прибывшими Кэрол Дэнверс, Ракетой и Небулой, стремящиеся заполучить Камни, чтобы отменить его действия. Им удаётся обездвижить его, при этом Тор отрубает ему левую руку с Перчаткой Бесконечности. Однако они обнаруживают, что Перчатка пуста. Танос раскрывает, что он уничтожил Камни, чтобы избежать искушения и убедиться, что его работа никогда не будет отменена. Поняв, что ситуация неисправима, Тор обезглавливает Таноса.

## Альтернативные версии персонажа

### Битва за Землю
В альтернативном 2014 году Танос, завоевав очередную планету, отправляет Гамору и Небулу на корабль Ронана, чтобы забрать Камень Силы. Однако он узнаёт о Мстителях, использующих путешествие во времени, когда Небула предупреждает его о прибытии её будущего «я». Танос извлекает воспоминания о Небуле 2023 года через сознание Небулы 2014 года и узнаёт, что его будущее «я» преуспело и что Мстители убили его и пытаются отменить его работу. Он заставляет Небулу 2014 года выдать себя за своё будущее «я» и отправиться в 2023 год, чтобы она могла использовать технологии и Квантовый мир, чтобы привести туда Таноса и его армию.
Мстители успешно добывают Камни и возрождают жертв Таноса в 2023 году. Сразу же после этого корабль Таноса «Святилище II» проникает в их Вселенную из Квантового мира и открывает огонь по Базе Мстителей, уничтожая её. В то время как его армия ищет Камни, Танос вступает в напряжённую борьбу со Старком, Роджерсом и Тором, в ходе которой он заявляет, что миссия Мстителей по отмене работы его погибшего будущего «я» укрепила его решимость и что для того, чтобы Вселенная была по-настоящему сбалансирована, всё существование должно быть разрушено, восстановлено заново и заселено жизнью, которая знает только благодарность.
Танос побеждает Старка и Тора, оставляя на ногах только Роджерса. Он призывает всю свою армию, но восстановленные Мстители, Стражи Галактики, армии Ваканды и Асгарда, Мастера мистических искусств и Опустошители прибывают и вступают в финальную битву с Таносом и его армией. После напряжённой борьбы Танос получает Нано-перчатку Старка, но прежде чем он успевает щёлкнуть пальцами, Старку удаётся перехватить Камни с Перчатки на свою броню. Танос в ужасе наблюдает, как Старк щёлкает пальцами, и, вместе со своей армией, исчезает.

### «Что, если…?»
Танос, озвученный Джошем Бролиным, появился в первом и втором сезонах анимационного сериала Disney+ «Что, если…?» в виде нескольких альтернативных версий самого себя(включая версию Таноса, ставший похожим на Росомаху):

#### Присоединение к Опустошителям
В альтернативной временной линии 2008 года, к Таносу обращается Т’Чалла, ставший «Звёздным Лордом», и успешно убеждает его отказаться от своих планов по уничтожению половины жизни во Вселенной (он понял, что есть более альтернативные варианты экономии ресурсов). Танос присоединяется к Опустошителям и позже принимает активное участие в борьбе против приспешников Коллекционера.

#### Зомби-эпидемия
В альтернативной временной линии 2018 года, Танос прибывает на Землю с целью завершения своего плана по уничтожению половины живых существ Вселенной, но заражается квантовым вирусом и превращается в зомби. Танос с пятью Камнями Бесконечности захватывает Ваканду и ожидает прибытия шестого Камня — Камня Разума.

#### Гибель от рук Альтрона
В альтернативной временной линии 2015 года, Танос прибывает на Землю, чтобы заполучить Камень Разума после сбора других Камней Бесконечности для реализации своего плана. Его встречает Альтрон, и разрубает пополам с помощью концентрированного луча Камня Разума, забирает остальные Камни себе и уничтожает с их помощью почти всю жизнь в своей Вселенной, а позже и в Мультивселенной.

#### Победа Гаморы
В альтернативной временной линии 2012 года, Танос посылает Гамору за Тони Старком в качестве мщения за своё поражение в битве за Нью-Йорк. Доставив Старка к нему, Гамора убивает Таноса жезлом Топаз с помощью Старка и заполучает его должность военачальника, доспехи и меч. Также Гамора расплавляет Перчатку Бесконечности Таноса и уничтожает сами Камни Бесконечности с помощью устройства, под названием «Разрушитель Бесконечности».

#### Встреча с Хелой
В альтернативной временной линии примерно ~1000 года, на войско Таноса, проводящее вторжение на родную планету Гаморы — Зехоберию, нападает Хела, вместе с Фенриром, Сюй Венву и армией «Десяти колец».

### Земля-838
В альтернативной реальности под номером 838, Танос также задаётся желанием сбора Камней Бесконечности, однако в процессе протяжённой войны он сталкивается с Иллюминатами и «Верховным» Доктором Стрэнджем этой вселенной, которому с помощью книги «Даркхолд» удаётся найти книгу Вишанти, с помощью которой Иллюминаты убивают Таноса на Титане(по данным, он собрал лишь 4 камня из 6, а пятый - скрыт), пронзив его тело его же мечом.

## Появления
- Танос (актёр — Дэмион Пуатье; роль указана как «Человек #1») впервые появляется в сцене после титров «Мстителей», где он раскрывается как хозяин Другого и благодетель Локи, который послал последнего на Землю, чтобы заполучить Тессеракт, содержащий в себе Камень Пространства[21].
- Впервые в полноценной роли, Танос появляется в «Стражах Галактики», теперь в исполнении Джоша Бролина (который не был указан в титрах)[22]. Фильм представляет Таноса как «Безумного Титана», приёмного отца Гаморы и Небулы и благодетеля Ронана Обвинителя, которого он посылает за Камнем Силы в обмен на армию, достаточно большую, чтобы уничтожить Ксандар. Однако после получения камня Ронан оказывается искушённым его силой и предаёт Таноса, чтобы сохранить его для себя, угрожая убить его после того, как он уничтожит Ксандар. Гамора также предаёт Таноса и присоединяется к Стражам Галактики, которые в конечном итоге побеждают Ронана.
- Танос появляется в сцене после титров фильма «Мстители: Эра Альтрона». Впервые надевает готовую Перчатку бесконечности со словами: «Ладно, я сделаю это сам»[23].
- В фильме «Мстители: Война бесконечности» Танос, как и прежде, стремится заполучить все шесть Камней Бесконечности, противостоя Мстителям и Стражам Галактики, с целью стабилизации перенаселения Вселенной, полагая, что из-за перенаселённости, у жизни в будущем не хватит ресурсов для продолжения процветания. В конечном счёте он добивается успеха, несмотря на гибель большинства своих солдат и вынужденность пожертвовать Гаморой ради Камня Души. Перед использованием полной Перчатки Бесконечности, Таноса ранит Тор, однако он все же щёлкает пальцами, превращая в пыль половину жизни во Вселенной. После «Щелчка», Танос отступает на отдалённую планету, чтобы наконец отдохнуть, любуясь «восходом благодарной Вселенной».
- В фильме «Мстители: Финал» Танос уничтожает Камни, чтобы его победа не была отменена, однако, благодаря его действиям, его выслеживают оставшиеся Мстители. Поняв, что ситуация неисправима, Тор обезглавливает Таноса. Позже, альтернативная версия Таноса 2014 года узнаёт о плане Мстителей об использовании альтернативных версий Камней для отмены «Щелчка», и отправляется со своей армией в главную линию времени, чтобы получить их Перчатку, которую он надеется использовать, чтобы полностью уничтожить Вселенную и создать новую. Во время битвы с Мстителями и их восстановленными союзниками, Танос завладевает Перчаткой, но Тони Старк забирает Камни и использует их, уничтожая Таноса и его армию.
- Архивные кадры убийства Локи Таносом показаны в сцене первого эпизода телесериала «Disney+» «Локи» (2021).
- Танос, озвученный Джошом Бролином появился в первом сезоне анимационного сериала Disney+ «Что, если…?» (2021) в виде двух альтернативных версий самого себя (см. «Анимационный сериал „Что, если…?“»)

## Реакция

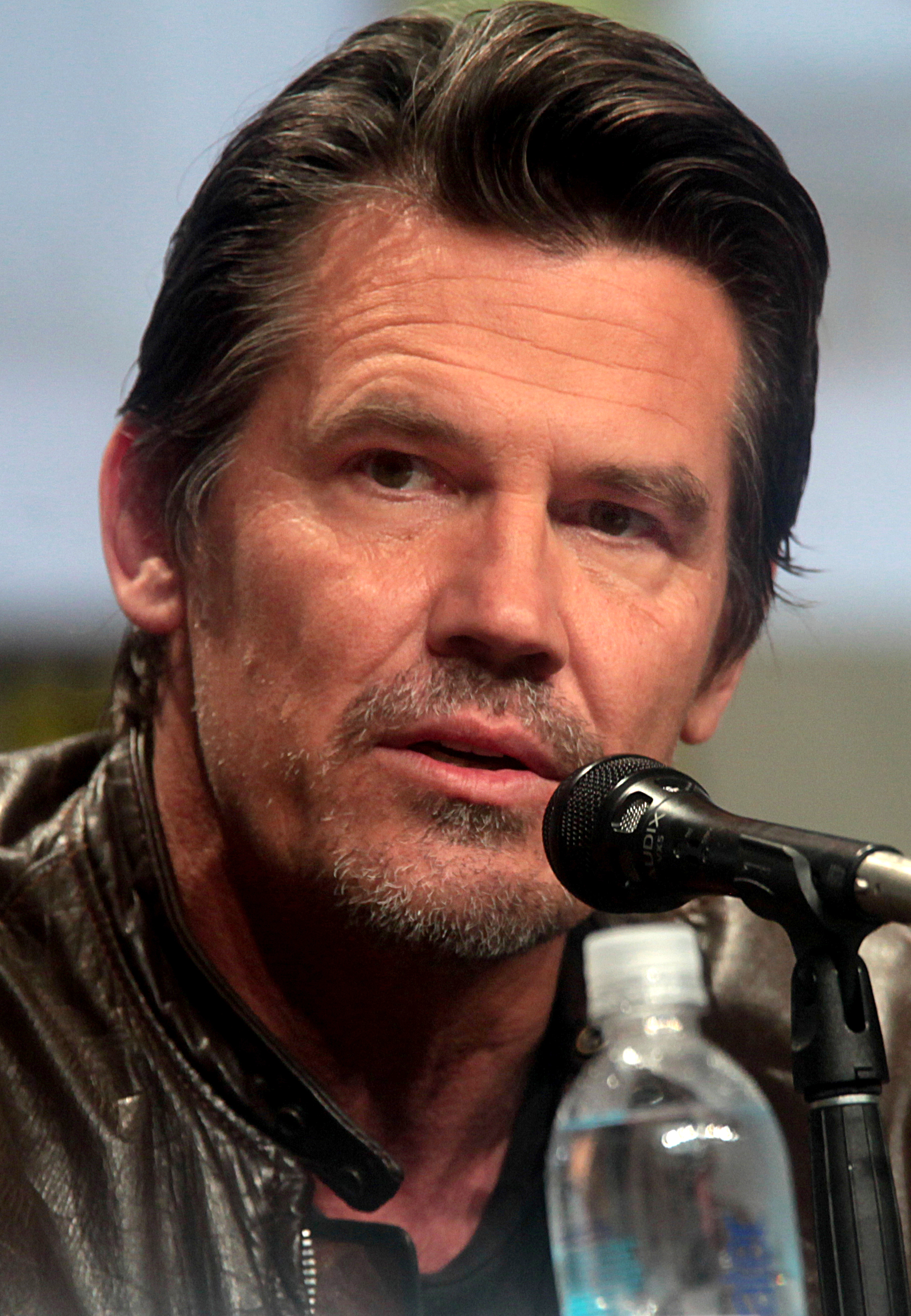
Выступление Джоша Бролина в роли Таноса было высоко оценено многими критиками.

Интерпретация Таноса в КВМ получила признание критиков, будучи признанным лучшим злодеем КВМ на сегодняшний день, а также одним из величайших кинозлодеев всех времён. Оуэн Гляйберман из «Variety» назвал выступление Бролина «в высшей степени эффективным» и сказал: «Бролин наполняет Таноса своим хитрым манипулятивным взглядом, так что зло в этом фильме никогда не кажется менее личным». Тодд Маккарти повторил это мнение, сказав: «Спокойное, обдуманное прочтение Бролином персонажа наделяет этого зверя-победителя неожиданно резонансным эмоциональным измерением, делая его гораздо большим, чем толстой фигуркой суперзлодея». Скотт Коллуа из IGN отметил, что зрители «понимают его точку зрения и верят в его боль», что делает антагониста удивительно сочувственным. Питер Трэверс из «Rolling Stone» похвалил как персонажа, так и Бролина: «[Танос] громко озвучен динамитом Джошем Бролином в исполнении с захватом движения, которое излучает свирепость и неожиданное чувство». «The Atlantic» назвал Таноса «неожиданно резонансным монстром, наполненным печалью и даже извращённым чувством чести».
Критики отметили, что Танос был значительным улучшением по сравнению с предыдущими антагонистами во франшизе. Согласно Screen Rant, КВМ изо всех сил пыталась создать увлекательных антагонистов на протяжении первых двух фаз. Однако это изменилось в третьей фазе с хорошо принятыми злодеями, такими как Киллмонгер и Стервятник, кульминацией чего стал Танос, чей «отказ от повествовательного поклонения КВМ своим героям создаёт глубокую неопределённость в наших ожиданиях, которая следует за каждой встречей к неизбежному, ужасающему заключению». Джордж Марстон приписал успех Таноса «весу, стоящему за его персонажем. Подобно лучшим злодеям в медиа, Танос видит себя героем. Именно сила исполнения Бролина начинает снова и снова привлекать зрителей к этой маниакальной цели, почти заставляя Таноса казаться привлекательным или, возможно, даже разумным, прежде чем начнётся полный ужас от того, что он действительно достигнет своей цели». Аналогичным образом, «The Washington Post» объявила Таноса самым убедительным и увлекательным злодеем Marvel из-за его «глубокого, рефлексивного интеллекта», а также его «глубокой приверженности своей системе убеждений».
В 2022 году Жаклин Аппельгейт из Comic Book Resources включила Таноса в топ 10 лучших злодеев КВМ на 1 место.

### Культурное влияние
Танос и его «щелчок» вызвали большой энтузиазм аудитории. Веб-сайт DidThanosKill.Me был создан для фанатов, чтобы посмотреть, пощадил бы их Танос или нет. Концовка также породила создание сабреддита Reddit, /r/thanosdidnothingwrong. Пользователь в сабреддите предложил, чтобы половина из примерно 20 000 подписчиков в то время была заблокирована в сабреддите, чтобы имитировать события фильма. После того, как сообщество согласилось с этой мерой, модераторы обратились к администраторам Reddit, чтобы узнать, возможен ли массовый бан. Как только администраторы согласились на случайный бан половины подписчиков, это должно было произойти 9 июля 2018 года. Уведомление о предстоящем бане привело к увеличению числа подписчиков сабреддита до более чем 700 000, включая обоих подписавшихся братьев Руссо. В преддверии бана Бролин опубликовал видео со словами «Поехали, пользователи Reddit» и закончил его щелчком пальцев. Более 60 000 человек посмотрели прямую трансляцию бана в Twitch, который длился несколько часов. Бан более 300 000 аккаунтов, в том числе Энтони Руссо, был самым крупным в истории Reddit. Те, кто был забанен, затем собрались в новом сабреддите, /r/inthesoulstone. Один пользователь Reddit, участвовавший в этом, описал бан как воплощение «духа Интернета», когда люди «объединяются в массовом порядке вокруг чего-то относительно бессмысленного, но почему-то определённо потрясающего и весёлого». Эндрю Тигани из Screen Rant сказал, что это показало, «насколько впечатляющим фильм уже стал для поп-культуры. Это также свидетельствует о том, насколько ценным может быть взаимодействие с фанатами через социальные сети».
Популярная ироничная теория фанатов о поражении Таноса в «Мстителях: Финал» перед выходом фильма, которую в шутку называли «Танус», гласила, что Танос будет убит Человеком-муравьём, который войдёт в его анус, а затем расширится, взрывая тело Таноса. После того, как фильм был выпущен и доказал ошибочность теории, Кристофер Маркус раскрыл, что из-за сильной природы Титанов Человек-муравей не смог бы расшириться и был бы просто раздавлен стенками прямой кишки Таноса.
После премьеры фильма «Мстители: Финал» Google включил в результаты поиска Google кликабельный значок Перчатки бесконечности для «Таноса» или «Перчатки бесконечности» в качестве цифровой пасхалки. При нажатии на значок он щёлкал пальцами, прежде чем половина результатов поиска исчезла, сродни исчезновению персонажей после Скачка.
Во время президентской избирательной кампании 2020 года в США аккаунт в Твиттере, связанный с кампанией Трампа 2020 года, опубликовал интернет-мем тогдашнего действующего президента США Дональда Трампа, наложенного на клип Таноса, объявляющего себя «самой неотвратимостью» в «Мстителях: Финал», причём собственный аккаунт Трампа в Instagram перепостил этот мем. Создатель Таноса Джим Старлин впоследствии раскритиковал Трампа, заявив, что ему «на самом деле нравится сравнивать себя с массовым убийцей».